# Herois i dimonis
"Herois i dimonis" (títol original en anglès "Heroes and Demons") és el dotzè episodi de la primera temporada de la sèrie de televisió de ciència-ficció estatunidenca Star Trek: Voyager. Fou dirigit per Les Landau i escrit per Naren Shankar, exeditor d'arguments de Star Trek: La nova generació.  Aquest episodi es va emetre a UPN el 24 d’abril de 1995.
Ambientada al segle XXIV, la sèrie segueix les aventures de la tripulació de la Flota Estel·lar i els Maquis de la nau estel·lar USS Voyager després de quedar encallats al Quadrant Delta lluny de la resta de la Federació. En aquest episodi, després que una mostra d'una protoestrella sigui portada a bord, els tripulants comencen a desaparèixer d'una simulació holocoberta de Beowulf. El Doctor (Robert Picardo), un holograma, investiga i descobreix que una forma de vida va ser transportada a la nau juntament amb la mostra. Va escapar a l'holocoberta on convertia els que hi havien entrat en energia. El Doctor fa que les mostres siguin portades a l'holocoberta i alliberades, cosa que fa que la forma de vida torni els tripulants als seus estats corporals.
Shankar va intentar treure el Doctor de la infermeria, i tot i que buscava involucrar els víkings a l'holocoberta, no va ser fins més tard que es va adonar que havia seguit inadvertidament la història del poema Beowulf, i per tant va canviar el guió per incloure referències directes. El compositor Dennis McCarthy va intentar augmentar el tempo de la música utilitzada en aquest episodi i va incloure una peça no utilitzada escrita per a l'episodi "Qpido" de La nova generaciò; va ser nominat a la Millor Composició Musical als Premis Emmy pel seu treball a "Herois i dimonis". Marvin V. Rush va rebre una altra nominació a aquests premis per Assoliment Individual en Cinematografia per a una Sèrie. L'actuació de Picardo va ser elogiada per la tripulació i l'episodi va ser rebut positivament pels crítics, que van comparar elements amb El Senyor dels Anells i jocs de rol basats en ordinador. Va rebre una qualificació Nielsen del 6,4/11 per cent.

## Argument
La tripulació es troba amb una protoestrella i la capitana Kathryn Janeway (Kate Mulgrew) decideix teletransportar mostres a bord per utilitzar-les com a possible font d'energia. Es produeix un problema en teletransportar les mostres a la Voyager. Janeway recomana a B'Elanna Torres (Roxann Dawson) que demani ajuda a l'alferes Harry Kim (Garrett Wang), però es descobreix que ha desaparegut. La tripulació troba que el seu programa holocoberta, basat en el poema èpic Beowulf, encara funciona. Amb totes les persones enviades a l'holocoberta també perdudes, la capitana Janeway envia el Doctor (Robert Picardo) a investigar, sota la suposició que, com a holograma immaterial, no es pot desmaterialitzar de la manera que ho havia estat la tripulació desapareguda. El Doctor mostra signes de nerviosisme quan es prepara per a la seva primera missió "fora", així que Kes (Jennifer Lien) l'anima a prendre un nom per animar-lo a tenir una identitat pròpia. Afirma que ha reduït les seves opcions a tres però no les revela.
Un cop a la holocoberta, el Doctor coneix Freya (Marjorie Monaghan), una donzella escudera, i es presenta com a "Schweitzer". Ella el porta a la sala, on l'obliguen a demostrar el seu valor davant dels altres, i després d'un àpat de celebració i que tothom s'hagi retirat a habitacions separades, ella reapareix i suggereix que, en el fred de la nit quan el foc de la seva llar de foc s'hagi apagat, hauria d'unir-se a ella. Tot i que ell rebutja els seus avenços, relaxa la seva inhibició en escenes posteriors. Més tard s'enfronten a Unferth (Christopher Neame), que mata Freya. Ella mor als braços de Schweitzer. Amb les seves últimes paraules, pronuncia el seu nom.
Mentre el Doctor investiga, s'adona que formes de vida d'energia alienígenes van ser teletransportades a la nau dins del camp de contenció on es van transportar les mostres de protoestrella. Els membres de la tripulació desapareguts han estat convertits en energia per les formes de vida de la protoestrella, presumiblement com a ostatges en represàlia per les accions de la "Voyager". El Doctor allibera les formes de vida d'energia a la holocoberta; de la mateixa manera, la tripulació desapareguda torna a les seves formes originals. Després, després de reflexionar-hi, el Doctor decideix no mantenir el nom Schweitzer, ja que els records que hi associa són massa dolorosos.

## Producció

### Escriptura

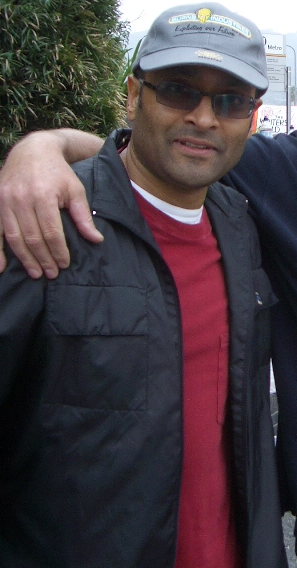
Naren Shankar havia treballat a Star Trek: La nova generació abans d'escriure "Herois i dimonis"

Rick Berman, Jeri Taylor i Michael Piller havien treballat junts com a productors executius del pilot de Voyager, "El Guardià", i els deu episodis següents. "Herois i dimonis" va ser el primer episodi on Piller no va participar en l'escriptura dels guions perquè havia començat a treballar a la sèrie Legend. En canvi, l'episodi va ser escrit per Naren Shankar, l'exeditor d'històries de Star Trek: La nova generació durant les dues últimes temporades de la sèrie, on va treballar amb Berman, Taylor i Piller. Després del final de "La nova generació", Shankar havia proposat diversos guions per a diverses sèries de televisió, incloent-hi "Els Simpsons", però "Herois i dimonis" va ser el primer que va vendre, que va ser acceptat abans que "Voyager" comencés la producció.
La idea inicial de l'episodi va sorgir d'una conversa entre Shankar i Brannon Braga durant un sopar en què van intentar traslladar el Doctor de la infermeria a la holocoberta, marcant aquest episodi com el primer en què el Doctor havia abandonat la infermeria. Shankar havia pensat originalment que la història fos "Star Trek amb Víkings", i no va ser fins que va esbossar la trama de l'episodi que es va adonar que havia creat inadvertidament alguna cosa similar al poema de "Beowulf". Va incorporar deliberadament referències directes del poema al guió de l'episodi, com ara línies específiques i l'atac a la sala del prat. El seu canvi significatiu respecte a "Beowulf" va ser l'addició del personatge Freya.
El guió va passar per dues etapes de redacció, amb el problema principal sent l'element alienígena més que no pas els detalls víkings. Shankar estava satisfet que la feina que havia fet a les parts víkings del guió no hagués canviat des del primer esborrany fins a la pantalla, i ho va qualificar de "millor experiència" com a escriptor. També va triar el nom que el Doctor intentaria utilitzar, seleccionant Albert Schweitzer d'una llista de científics i metges perquè pensava que el cognom sonava divertit. Esperava que es tallés o es canviés, basant-se en la seva experiència en escriure elements humorístics en guions de "La nova generació". Va escriure diverses escenes alegres al guió i es va alegrar quan no se'n va tallar cap, dient que estava particularment orgullós de l'intercanvi entre el Doctor i Freya on ella diu "La vostra gent us ha de valorar molt", i el Doctor respon secament: "No ho diríeu pas". Va presentar la seva versió final del guió el 2 de febrer de 1995. Taylor va parlar més tard sobre l'ús de la holocoberta com a recurs argumental en aquest episodi, dient que permetia a la sèrie mostrar coses que d'altra manera no podrien passar a la sèrie. Va afegir que la trama d'aquest episodi "transcendia la idea de 'Oh, tenim problemes a la holocoberta'".

### Estrelles convidades, disseny d'escenari i composició musical
L'estrella convidada Christopher Neame havia aparegut anteriorment a La nova generació a l'episodi de la setena temporada "Sub Rosa". Després de la seva actuació a "Herois i demonis", va aparèixer a l'episodi "Statistical Probabilities" de la sisena temporada de "Star Trek: Deep Space Nine". Marjorie Monaghan va aparèixer més tard a Babylon 5 en el paper recurrent de Number One/Theresa Halloran a partir de l'episodi "Lines of Communication". Durant el rodatge de "Herois i demonis", la doble d'acció de Monaghan va ser Patricia Tallman. El duet va treballar junts a "Babylon 5", on Tallman interpretava el personatge de Lyta Alexander. Inicialment no es van reconèixer a la sèrie posterior a causa del vestuari que portaven a l'episodi de Voyager. Monaghan també va ser considerada per al paper principal de T'Pol a Star Trek: Enterprise.
El decorat del bosc es va construir al plató 12 dels Paramount Studios i va ser dissenyat pel dissenyador de producció Richard James. Es van utilitzar telons de fons per ampliar la profunditat de l'escenari. Marvin V. Rush va explicar més tard que no buscaven un aspecte forestal del món real per a les escenes, ja que la història els permetia aspirar a alguna cosa "en la mitologia i en el registre històric". Va atribuir això al fet que el disseny i la creació de l'escenografia van tenir èxit. El director Les Landau també va descobrir que li permetia utilitzar diferents angles de càmera a "Herois i dimonis", incloent-hi la filmació des d'una grua i l'ús d'objectius de curt enfocament per permetre una filmació àmplia per obtenir una sensació de profunditat.
El compositor Dennis McCarthy havia treballat a la franquícia Star Trek des de l'episodi pilot Trobada a Farpoint de La nova generació, i ha inclòs treballs com la música de la pel·lícula Star Trek: Generations i el tema de Deep Space Nine. "Herois i dimonis" va ser significatiu per a McCarthy, ja que havia intentat augmentar el tempo de la música que va crear al llarg d’alguns anys amb l'addició de més instruments de percussió. Tenia una peça escrita per a l'episodi "Qpido" de "La nova generació" que volia utilitzar però mai havia aconseguit incloure-la en un episodi. Finalment, es va utilitzar a "Herois i dimonis", i va presentar aquesta obra perquè fos considerada als Premis Emmy.

## Recepció

### Qualificació
"Herois i dimonis" es va emetre per primera vegada el 24 d'abril de 1995 a la cadena UPN. Segons les puntuacions Nielsen, va rebre una quota de 6,4/11, cosa que significa que va ser vista pel 6,4% de totes les llars i l'11% de totes les llars que miraven la televisió en el moment de l'emissió. Això la va situar com la 74a emissió amb la qualificació més alta de la setmana a totes les cadenes. En el moment de l'emissió, aquest era l'episodi amb la qualificació més baixa de la sèrie fins ara, però va rebre les mateixes qualificacions que l'episodi següent "Catexis" i superiors als dos últims episodis, "Jetrel" i "Corba d'aprenentatge".

### Resposta del repartiment i l'equip

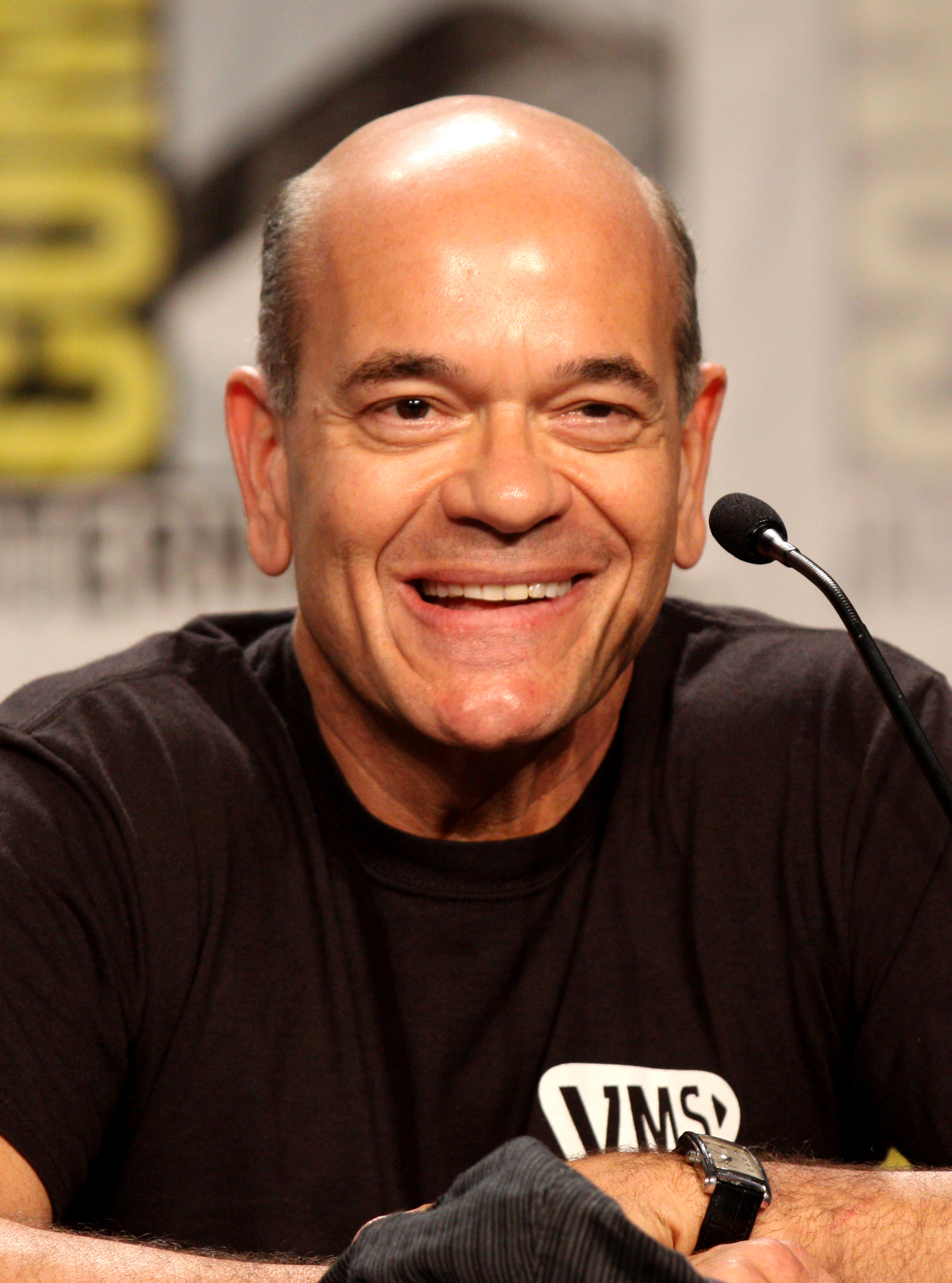
Diversos membres de l'equip van elogiar la feina de Robert Picardo a "Herois i dimonis".

El guionista Naren Shankar va quedar content amb l'episodi en general, dient "Crec que totes les escenes víkings van funcionar molt bé. Els decorats eren magnífics: el decorat del bosc era preciós, i realment no tinc cap queixa al respecte. Tothom es va superar a si mateix". El productor supervisor David Livingston va elogiar els departaments d'atrezzo i vestuari per crear la sèrie d'extres "d'aspecte genial", mentre que Michael Piller va dir que tot l'episodi estava "ben produït". Taylor va elogiar la premissa, qualificant la idea d'"irresistible" i l'episodi en general d'"encantador".
Els membres de l'equip van elogiar la feina de Robert Picardo en aquest episodi, Taylor va dir que va ser "meravellós" a "Herois i dimonis", mentre que Piller va veure el personatge com un "peix fora de l'aigua" i va afegir que "Picardo és un actor meravellós". Kenneth Biller, editor executiu d'històries, va considerar que l'episodi va donar a Picardo una "oportunitat de brillar", i que l'episodi va ser "molt divertit". El mateix Picardo va quedar satisfet amb l'episodi, i més tard el va descriure com el seu favorit de la primera temporada. Garrett Wang també va afegir que estava content amb l'episodi, ja que, com a actor asiàtic estatunidenc, no tenia gaires oportunitats d'aparèixer en obres d'època, i gaudia del vestuari que portava.

### Resposta de la crítica
Al seu capítol "From Anglo-Saxon to Angelina: Adapting Beowulf for Film", s Medieval Afterlives in Contemporary Culture, Stewart Brooks comparava "Herois i dimonis" amb la història de Beowulf. Va dir que certs elements de l'episodi eren més semblants al joc de rol Dungeons & Dragons que a fets històrics, com ara el personatge de Freya, a qui també va comparar amb Éowyn d’ El Senyor dels Anells de J. R. R. Tolkien. Va elogiar l'episodi, dient que els "veritables plaers" eren "observar com el Doctor malhumorat, introvertit i neuròtic es veu obligat a fer d'heroi, a bromejar amb els víkings i a tenir la seva primera relació romàntica quan Freya s'enamora d'ell". El 2011, Brian J. Robb també va vincular l'episodi amb els jocs de rol en el seu article sobre l'episodi per a Star Trek Monthly, suggerint que la repetició d'algunes escenes podria haver estat influenciada per l'augment de la popularitat dels jocs de rol basats en ordinador en el moment de la producció.
Edward L. Risden va descriure "Herois i dimonis" com "Televisió pulp aborda el ritual del mead-hall" en el seu llibre, escrit en coautoria amb Nickolas Haydock, Beowulf on Film: Adaptations and Variations. Va afegir que donava a la història de "Beowulf" "un nou gir adaptatiu a la ciència-ficció i al públic que vol interès humà fins i tot en projeccions electròniques". Michelle Erica Green, mentre revisava l'episodi per a TrekToday, va dir que la trama era "bastant superficial" i la ciència era "bastant absurda". Però va dir que era una "sortida encantadora per al Doctor" i demostrava el potencial del personatge.
El 2023 Screen Rant va qualificar l'episodi de "realment genial", però va dir que l'episodi "no va ser capaç de captar l'atenció del públic ni l'aclamació tan bé com ho van fer les temporades posteriors".
Marvin V. Rush va ser nominat a l'Assoliment Individual en Cinematografia per a una Sèrie als 47ns Premis Primetime Emmy pel seu treball en aquest episodi, però el premi va ser per a Tim Suhrstedt pel seu treball a "Over the Rainbow", un episodi de Chicago Hope. A la mateixa cerimònia, Dennis McCarthy també va ser nominat a un Emmy en la categoria de Composició Musical Destacada pel seu treball a "Herois i dimonis".

## Estrena en mitjans domèstics
El primer llançament de premsa domèstic de "Herois i dimonis" va ser en vídeocasset VHS al Regne Unit. Els llançaments van incloure dos episodis per cinta, i aquest episodi va aparèixer juntament amb "Fluctuacions" el 1995. Posteriorment, es va publicar sol en VHS als Estats Units l'11 de juliol de 2000. El primer llançament en DVD va ser als Estats Units, com a part de la primera temporada, el 24 de febrer de 2004. Un llançament similar va seguir al Regne Unit el 3 de maig de 2004.